# 阿里阿克欽 (亞利桑那州)
阿里阿克欽（英語：Ali Ak Chin）是位於美國亞利桑那州皮馬縣的一個非建制地區。該地的面積和人口皆未知。

## 地理
阿里阿克欽的座標為31°51′29″N 112°32′27″W / 31.85806°N 112.54083°W，而該地的平均海拔高度為549米（即1801英尺）。